# Luzonörn
Luzonörn (Nisaetus philippensis) är en starkt hotad fågel i familjen hökar som förekommer i Filippinerna.

## Utseende och läten
Luzonörnen är en medelstor (65–70 cm) örn med en rätt lång svart tofs. Den är rostbrun på hjässan och i ansiktet med tunna mörka streck. Ovansidan är mörkbrun och stjärten brun med fyra till fem mörkare tvärband. Den vita strupen inramas av mörka strupsidestreck. Undersidan är rostfärgad med svarta streck och fint svartvitbandade "byxor". I flykten syns korta och rundade vingar med tydligt bandade vingpennor. Ungfågeln är vit på huvud och undersida, ovansidan med ljusare fjäderkanter.
Arten är svår att skilja från både filippinbivråk (Pernis steerei) och orientörn (N. cirrhatus), men urskiljer sig genom den långa tofsen och de fjäderklädda benen. Mindanaoörnen i södra Filippinerna är mer ockrafärgad på strupe och bröst samt är enfärgat brun på buk och undre vingtäckare. Lätet består av en ljudlig, tvåstavig vissling.

## Utbredning och systematik
Fågeln häckar i norra Filippinerna, på Luzon. Den behandlas som monotypisk, det vill säga att den inte delas in i några underarter. Tidigare betraktades dock mindanaoörnen (N. pinskeri) i södra Filippinerna som en underart.

### Släktestillhörighet
Örnarna i Nisaetus inkluderades tidigare i Spizaetus, men studier visar att de inte är varandras närmaste släktingar.

## Status och hot
Luzonörnen är en mycket fåtalig fågel med en uppskattad världspopulation på endast 1000–2000 adulta individer. Den tros också minska mycket kraftigt i antal till följd av skogsavverkning, möjligen förstärkt av jakt. Internationella naturvårdsunionen IUCN kategoriserar därför arten som starkt hotad.

## Namn
Arten har på svenska även kallats luzonhökörn, men har tilldelats ett nytt namn av BirdLife Sveriges taxonomikommitté för att förtydliga att den inte är nära släkt med hökörnen.